# Cheilanthes decomposita
Cheilanthes decomposita là một loài thực vật có mạch trong họ Adiantaceae. Loài này được (M. Martens & Galeotti) Fée miêu tả khoa học đầu tiên năm 1857.